# Weyer (Baix Rin)
 Weyer (en alsacià Weier) és un municipi francès, situat a la regió del Gran Est, al departament del Baix Rin. L'any 2006 tenia 650 habitants.
Forma part del cantó d'Ingwiller, del districte de Saverne i de la Comunitat de comunes de l'Alsace Bossue.

## Demografia
| 1962 | 1968 | 1975 | 1982 | 1990 | 1999 |
| ---- | ---- | ---- | ---- | ---- | ---- |
| 550  | 551  | 562  | 514  | 450  | 496  |

## Administració
| Període | Identitat    | Partit |
| ------- | ------------ | ------ |
| 2001-   | Gaston Stock |        |